# Hợp chất vô cơ
Hợp chất vô cơ là những hợp chất hóa học không có mặt nguyên tử carbon, ngoại trừ khí CO, khí CO2, axit H2CO3 và các muối carbonat, hydrocarbonat và các carbide kim loại. Chúng thường được xem là kết quả của sự tổng hợp từ các quá trình địa chất, trong khi hợp chất hữu cơ thường liên quan đến các quá trình sinh học. Các nhà hóa học hữu cơ truyền thống thường xem bất kỳ phân tử nào có chứa carbon là một hợp chất hữu cơ, và như vậy, hóa học vô cơ được mặc định là nghiên cứu về các phân tử không có carbon.
Một bể chứa vật chất hữu cơ luôn liên kết với các mô sống qua quá trình trao đổi chất.
Sự khác biệt giữa hợp chất vô cơ và hữu cơ không phải lúc nào cũng rõ ràng. Ví dụ, một số nhà khoa học xem một môi trường mở (chẳng hạn như sinh quyển) là phần mở rộng của cuộc sống, và từ quan điểm này có thể coi CO2 trong khí quyển là một hợp chất hữu cơ.
Liên hiệp Hóa học Thuần túy và Ứng dụng Quốc tế (IUPAC), một tổ chức có những thuật ngữ hóa học được công nhận rộng rãi, không công bố định nghĩa về vô cơ hay hữu cơ. Những quan điểm khác nhau vẫn được chấp nhận tùy theo góc nhìn mà người ta đánh giá và quan sát sự vật.

## Trong hóa học hiện đại
Các hợp chất vô cơ có thể được xác định một cách chính thức thông qua việc tham chiếu đến hợp chất hữu cơ tương ứng. Hợp chất hữu cơ tức là có chứa liên kết carbon trong đó có ít nhất một nguyên tử carbon liên kết hóa trị với một nguyên tử loại khác (thường là Hydro, Oxy, hoặc Nitơ). Các hợp chất không chứa carbon, theo truyền thống, được coi là vô cơ. Khi xem xét hóa học vô cơ trong cuộc sống, có thể thấy rằng nhiều hình thái sống trong tự nhiên bản chất là không phải là một hợp chất, mà chỉ là các ion (ví dụ như protein, DNA và RNA). Các ion natri, chloride, và phosphat là rất cần thiết cho cuộc sống, cũng như một số phân tử vô cơ như axit carbonic, Nitơ, carbon dioxide, nước và Oxy. Ngoài các ion và  (organometallic).

## Hợp chất vô cơ chứa carbon
Nhiều hợp chất có chứa carbon vẫn được xem là vô cơ, chủ yếu là các thành phần có cả trong tự nhiên lẫn hóa học, ví dụ như carbon monoxide, carbon dioxide, carbonat, xyanua, xyanat, carbide và thyoxyanat. Tuy nhiên, những người làm việc liên quan đến chúng không quan tâm đến sự chính xác nghiêm ngặt của các định nghĩa.

## Trong khoáng vật học
Các khoáng vật oxide và sulfide được xem là hoàn toàn vô cơ, mặc dù chúng có thể có nguồn gốc sinh học. Trong thực tế hầu hết thành phần của Trái Đất là vô cơ. Mặc dù các thành phần của lớp vỏ Trái Đất đã được làm sáng tỏ, các quá trình khoáng hóa và thành phần sâu của manti vẫn còn đang được nghiên cứu. 